# Siegfried Vollrath
Siegfried Vollrath [zígfríd folrát] (1. září 1928 Erfurt – 28. listopadu 2018 tamtéž) byl východoněmecký fotbalista a trenér.

## Hráčská kariéra
Celou hráčskou kariéru strávil v rodném Erfurtu. V klubu BSG / SC Turbine Erfurt se stal jednou z legend klubu a v sezoně 1953/54 s 21 brankou také nejlepším střelcem východoněmecké nejvyšší soutěže (o prvenství se podělil s Heinzem Satrapou).
Ve zdrojích se liší celkový počet jeho prvoligových zápasů a branek – rsssf.com uvádí 154/74, weltfussball.de 154/75 a dfb.de 155/75.

### Ligová bilance
| Ročník          | Zápasy | Góly | Klub               |
| --------------- | ------ | ---- | ------------------ |
| I. liga 1951/52 | 1      | 0    | BSG Turbine Erfurt |
| I. liga 1952/53 | 16     | 5    | BSG Turbine Erfurt |
| I. liga 1953/54 | 28     | 21   | BSG Turbine Erfurt |
| I. liga 1954/55 | 20     | 16   | SC Turbine Erfurt  |
| I. liga 1955    | 13     | 3    | SC Turbine Erfurt  |
| I. liga 1956    | 21     | 6    | SC Turbine Erfurt  |
| I. liga 1957    | 22     | 9    | SC Turbine Erfurt  |
| I. liga 1958    | 23     | 9    | SC Turbine Erfurt  |
| I. liga 1959    | 10     | 5    | SC Turbine Erfurt  |
| CELKEM I. LIGA  | 154    | 74   |                    |

## Trenérská kariéra
Po skončení hráčské kariéry se stal trenérem. V letech 1963–1970 vedl erfurtské juniory, s nimiž v sezoně 1966/67 dobyl titul mistrů NDR. Mezi lety 1971 a 1973 vedl A-mužstvo FC Rot-Weiß Erfurt a poté působil v Rudislebenu (1974–1975) a Výmaru (1977–1983 a 1988–1989).